# Josef Schmidl-Haberleitner
Josef Schmidl-Haberleitner (* 23. Februar 1961 in Pressbaum, Niederösterreich) ist ein österreichischer Politiker (ÖVP). Seit 11. Oktober 2007 ist er Bürgermeister der Stadtgemeinde Pressbaum.

## Ausbildung und Beruf
Nach dem Besuch der Hauptschule absolvierte er das Institut für Polizeikadetten in Wien sowie zwei Semester Rechtswissenschaften (Jus) an der Verwaltungsakademie des Bundes. Im Zivilberuf arbeitet Schmidl-Haberleitner als Polizeibeamter im polizeilichen Außendienst.

## Politische Karriere
1995 wurde Josef Schmidl-Haberleitner als Mandatar in den Gemeinderat von Pressbaum gewählt, wo er als Umweltgemeinderat tätig war. Im Jahr 2000 verließ er den Gemeinderat, zog jedoch 2005 erneut in denselben ein. Diesmal war er in den Ausschüssen für Finanzen, Wasser und Kanal tätig. Nach dem Rücktritt von Bürgermeister Heinz Kraus wurde Josef Schmidl-Haberleitner bei der Bürgermeisterwahl am 11. Oktober 2007 zum neuen Bürgermeister der Marktgemeinde Pressbaum gewählt.

## Privates
Josef Schmidl-Haberleitner ist mit der Fachärztin für Nuklearmedizin Elisabeth Schmidl-Haberleitner verheiratet und ist Vater von zwei Söhnen und einer Tochter.